# Al Jefferson
Al Jefferson (Monticello, Misisipi, 4 de enero de 1985) es un exjugador de baloncesto estadounidense que disputó trece temporadas en la NBA, aunque ha firmado para disputar este verano el BIG3. Con una estatura de 2,08 metros, puede jugar tanto en la posición de pívot como de ala-pívot.

## Carrera deportiva

### Inicios
Jefferson estuvo en el instituto Prentiss en Prentiss, Misisipi. Como sénior, fue seleccionado para disputar el McDonalds All-America, en 2004 y fue finalista en la carrera por el Premio Naismith, promediando 42 puntos y 16 rebotes durante toda la temporada.

### NBA

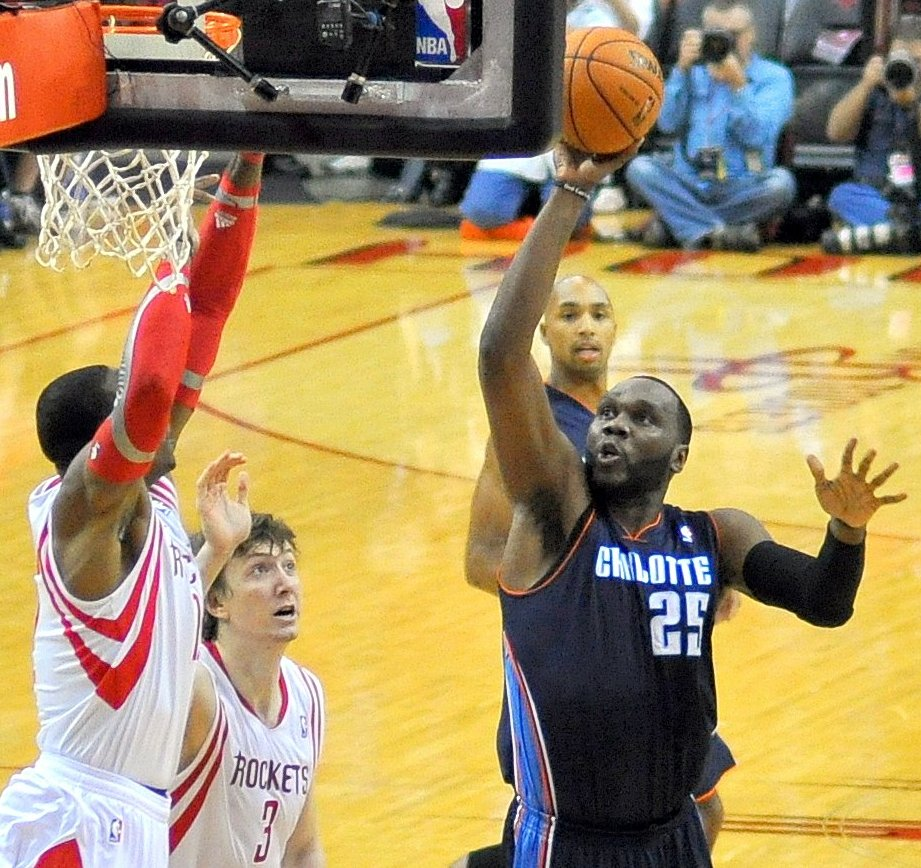
Jefferson en su debut con Charlotte Bobcats en octubre de 2013.

Dio el salto a la NBA y fue elegido por Boston Celtics en la posición 15 del Draft de la NBA de 2004. Se convirtió en el primer jugador procedente del instituto en ser elegido por Boston. En su año rookie, cumplió en sus promedios: 6.7 puntos y 4.4 rebotes por partido. 
Tras 3 años en Boston, el 31 de julio de 2007 fue traspasado a Minnesota Timberwolves en el intercambio que enviaba a Kevin Garnett a los Celtics. A la temporada siguiente firma una extensión de su contrato por 65 millones por cinco temporadas.
Después de 3 temporadas en Minnesota, el 13 de julio de 2010, Jefferson fue traspasado a Utah Jazz a cambio de dos futuras elecciones de primera ronda.
Tras otros 3 años en Salt Lake City, se convierte en agente libre y el 10 de julio de 2013 firma un contrato de 3 años y $40.5 millones con Charlotte Bobcats. En marzo y abril de 2014, es nombrado jugador del mes de la NBA de la Conferencia Este.
Tras pasar otras 3 temporadas en Charlotte, el 9 de julio de 2016, firma un contrato de 3 años y $30 millones con Indiana Pacers.
Después de dos temporadas, el 2 de julio de 2018, Jefferson fue cortado por los Pacers.

### China
En julio de 2018, Jefferson firma con los Xinjiang Flying Tigers de la CBA china. Pero abandonó el equipo en noviembre, después de 10 encuentros.

### Retirada y BIG3
El 23 de marzo de 2019, Jefferson anunció su retirada oficial de la NBA. Pero a principio de ese mismo mes, había firmado para jugar la liga BIG3.

## Estadísticas de su carrera en la NBA

### Temporada regular
| Año     | Equipo    | PJ  | PT  | MPP  | %TC  | %3P  | %TL  | RPP  | APP | ROB | TPP | PPP  |
| ------- | --------- | --- | --- | ---- | ---- | ---- | ---- | ---- | --- | --- | --- | ---- |
| 2004-05 | Boston    | 71  | 1   | 14.8 | .528 | .000 | .630 | 4.4  | .3  | .3  | .8  | 6.7  |
| 2005-06 | Boston    | 59  | 7   | 18.0 | .499 | .000 | .642 | 5.1  | .5  | .5  | .8  | 7.9  |
| 2006-07 | Boston    | 69  | 60  | 33.6 | .514 | .000 | .681 | 11.0 | 1.3 | .7  | 1.5 | 16.0 |
| 2007-08 | Minnesota | 82  | 82  | 35.6 | .500 | .000 | .721 | 11.1 | 1.4 | .9  | 1.5 | 21.0 |
| 2008-09 | Minnesota | 50  | 50  | 36.7 | .497 | .000 | .738 | 11.0 | 1.6 | .8  | 1.7 | 23.1 |
| 2009-10 | Minnesota | 76  | 76  | 32.4 | .498 | .000 | .680 | 9.3  | 1.8 | .8  | 1.3 | 17.1 |
| 2010-11 | Utah      | 82  | 82  | 35.9 | .496 | .000 | .761 | 9.7  | 1.8 | .6  | 1.9 | 18.6 |
| 2011-12 | Utah      | 61  | 61  | 34.0 | .492 | .250 | .774 | 9.6  | 2.2 | .8  | 1.7 | 19.2 |
| 2012-13 | Utah      | 78  | 78  | 33.1 | .494 | .118 | .770 | 9.2  | 2.1 | 1.0 | 1.1 | 17.8 |
| 2013-14 | Charlotte | 73  | 73  | 35.0 | .509 | .200 | .690 | 10.8 | 2.1 | .9  | 1.1 | 21.8 |
| 2014-15 | Charlotte | 65  | 61  | 30.6 | .481 | .400 | .655 | 8.4  | 1.7 | .7  | 1.3 | 16.6 |
| 2015-16 | Charlotte | 47  | 18  | 23.3 | .485 | .000 | .649 | 6.4  | 1.5 | .6  | .9  | 12.0 |
| 2016-17 | Indiana   | 66  | 1   | 14.1 | .499 | .000 | .765 | 4.2  | .9  | .3  | .2  | 8.1  |
| 2017-18 | Indiana   | 36  | 1   | 13.4 | .534 | .000 | .833 | 4.0  | .8  | .4  | .6  | 7.0  |
| Total   | Total     | 915 | 651 | 28.7 | .499 | .121 | .711 | 8.4  | 1.5 | .7  | 1.2 | 15.7 |

### Playoffs
| Año   | Equipo    | PJ | PT | MPP  | %TC  | %3P  | %TL  | RPP | APP | ROB | TPP | PPP  |
| ----- | --------- | -- | -- | ---- | ---- | ---- | ---- | --- | --- | --- | --- | ---- |
| 2005  | Boston    | 7  | 0  | 19.4 | .415 | –    | .750 | 6.4 | .3  | .6  | 1.1 | 6.1  |
| 2012  | Utah      | 4  | 4  | 35.3 | .529 | .000 | .250 | 8.5 | 2.5 | 1.3 | .8  | 18.3 |
| 2014  | Charlotte | 3  | 3  | 35.3 | .491 | –    | .800 | 9.3 | .7  | .3  | 1.7 | 18.7 |
| 2016  | Charlotte | 7  | 5  | 24.0 | .506 | –    | .692 | 6.1 | 1.1 | .6  | .4  | 13.3 |
| Total | Total     | 21 | 12 | 26.2 | .494 | .000 | .676 | 7.1 | 1.0 | .7  | .9  | 12.6 |